# Pedicia (Pedicia) laetabilis
Pedicia (Pedicia) laetabilis is een tweevleugelige uit de familie Pediciidae. De soort komt voor in het Palearctisch gebied.